# Oliveres del Parc Temàtic de l'Oli
Les Oliveres del Parc Temàtic de l'Oli (Olea europaea var. europaea) són un conjunt d'oliveres de grans dimensions, de diferents varietats, recol·lectes en diferents territoris i que es troben al Parc Temàtic de l'Oli (les Borges Blanques, les Garrigues).

## Dades descriptives
- Perímetre del tronc a 1,30 m: 5,23 m.
- Perímetre de la base del tronc: 8,35 m.
- Alçada: 4,34 m.
- Amplada de la capçada: 8,19 m.
- Altitud sobre el nivell del mar: 269 m.[1]

## Entorn
S'emplaça en un recinte delimitat i ordenat amb tots els elements que intervenen en la producció d'oli i la plantació d'oliveres. El caràcter ordenat de l'espai no evita que hi hagi algunes plantes silvestres, com ortiga, lletsó, fumdeterra, dent de lleó, calabruixa, lleteresa serrada, esparreguera boscana, malva, ravenissa blanca i civada borda. Pel que fa a la fauna, hi ha cuereta blanca, pardal comú, tórtora i colom. A les parets seques hi viu la serp blanca.

## Aspecte general
Fa uns anys una forta glaçada va malmetre gairebé totes les oliveres del Parc Temàtic de l'Oli i les va deixar amb la capçada defoliada. Actualment, moltes segueixen en aquest estat de defoliació, però la majoria, això sí, presenten importants brotades de soca i de mitjana alçada, que, en la majoria dels casos, impedeixen poder observar les dimensions de la soca d'aquest conjunt excepcional d'oliveres vellíssimes i d'estructura recaragolada. La majoria es troben en un estat fitosanitari estable i correcte. N'hi ha diferents exemplars d'envergadura: l'Avi, per exemple, és d'origen local (del poble de Bovera) i de la varietat verdiell. Es calcula que té una edat de 1.400 anys i a finals del segle xix produïa uns 700 quilos per temporada. Un altre arbre estrella per les seues dimensions és el Besavi, el qual prové de l'Arion (Ulldecona), on hi ha un dels conjunts d'oliveres centenàries més importants de la península. Es tracta d'una olivera, de la varietat farga, que supera els 9 m de perímetre a 1,30.

## Accés
Des de les Borges Blanques, agafem la N-240 en direcció a Juneda. Aproximadament al km 70, al peu de la carretera, hi trobem el parc temàtic, situat a la masia Lo Salat. GPS 31T 0320243 4599902.